# Ватерлоо (Орегон)
Ватерлоо (англ. Waterloo) — місто (англ. city) в США, в окрузі Линн штату Орегон. Населення — 222 особи (2020).

## Географія
Ватерлоо розташоване за координатами 44°29′41″ пн. ш. 122°49′27″ зх. д. / 44.49472° пн. ш. 122.82417° зх. д. (44.494682, -122.824277).  За даними Бюро перепису населення США в 2010 році місто мало площу 0,32 км², уся площа — суходіл.

## Демографія
Згідно з переписом 2010 року, у місті мешкало 229 осіб у 79 домогосподарствах у складі 62 родин. Густота населення становила 718 осіб/км².  Було 87 помешкань (273/км²).
Расовий склад населення:
| - 96,5 % — білих - 1,3 % — корінних американців |

До двох чи більше рас належало 1,7 %. Частка іспаномовних становила 5,7 % від усіх жителів.
За віковим діапазоном населення розподілялося таким чином: 22,7 % — особи молодші 18 років, 63,8 % — особи у віці 18—64 років, 13,5 % — особи у віці 65 років та старші. Медіана віку мешканця становила 42,3 року. На 100 осіб жіночої статі у місті припадало 112,0 чоловіків;  на 100 жінок у віці від 18 років та старших — 105,8 чоловіків також старших 18 років.
Середній дохід на одне домашнє господарство  становив 64 919 доларів США (медіана — 64 722), а середній дохід на одну сім'ю — 65 747 доларів (медіана — 64 091). За межею бідності перебувало 12,9 % осіб, у тому числі 18,4 % дітей у віці до 18 років та 6,3 % осіб у віці 65 років та старших.
Цивільне працевлаштоване населення становило 119 осіб. Основні галузі зайнятості: роздрібна торгівля — 21,0 %, будівництво — 20,2 %, мистецтво, розваги та відпочинок — 11,8 %, публічна адміністрація — 10,1 %.